# Усмішка (література)
У́смішка — різновид фейлетону та гуморески. Своєрідність жанру усмішки — в поєднанні побутових замальовок із частими авторськими відступами, в лаконізмі й дотепності.

## Усмішка в творчості Остапа Вишні
У 1920-х роках Остап Вишня видав цілу низку популярних збірок усмішок: 
- 1924 рік — «Вишневі усмішки (сільські)»,
- 1925 рік — «Вишневі усмішки кримські»,
- 1926 рік — «Українізуємось», «Вишневі усмішки кооперативні»,
- 1927 рік — «Вишневі усмішки театральні»,
- 1930 рік — «Вишневі усмішки закордонні».

Побачило світ чотиритомне «Зібрання усмішок» (1928, 1930).
Новому жанру Остап Вишня дав таке жартівливе означення: «Мені нове життя усміхається, і я йому усміхаюся! Через те й усмішки».
Остап Вишня активно розвивав жанрові різновиди усмішки: усмішка-пародія, усмішка-жарт, усмішка-нарис, усмішка-мініатюра, усмішка-реп'яшок тощо.
Вершиною розвитку жанру вважаються «Мисливські усмішки», які Максим Рильський назвав «ліричною поезією в прозі».

## Усмішка в сучасній літературі
Усмішка не набула значного поширення в літературі. Правда, журнал «Дніпро» інколи друкував «народні усмішки», «дніпровські усмішки». З'являлися синкретичні жанри: усмішка-нарис, усмішка-оповідання, усмішка-фейлетон, усмішка-жарт, усмішка-стаття.
Трапляються і віршові усмішки. Наприклад, у доробку поета Анатолія Качана або Павла Глазового "Вибрані усмішки" 1992 року.